# István Vágó
István Vágó (Budapest, 14 febbraio 1949 – Budapest, 29 aprile 2023) è stato un conduttore televisivo, musicista e politico ungherese.

## Biografia
Vágó nacque e crebbe a Budapest. Durante l'adolescenza imparò a suonare chitarra e basso: come bassista fece parte della band ungherese Favágók. Era un grande fan dei Beatles, in particolare di Paul McCartney.
Si laureò in chimica ma per qualche tempo lavorò per l'azienda di import-export Medimpex. 
Già da giovane avrebbe voluto occuparsi di politica, ma l'Ungheria, all'epoca ancora comunista, suscitava in lui molta titubanza in tal senso, nonostante egli fosse soprattutto un convinto antifascista. Negli anni '70 intraprese quindi la carriera televisiva: per decenni fu uno dei più popolari conduttori tv, in particolare di quiz, finendo per venire soprannominato "The Quiz Professor" dai connazionali. Vágó fu al timone di tutte le edizioni della versione ungherese di Chi vuol essere milionario?. Lavorò a MTV per 22 anni, poi passò a TV2, poi a RTL Klub, poi a TV2; condusse quindi il game show Átvágó, da lui stesso ideato, su Story4, ma dopo che il programma venne cancellato per gli scarsi ascolti egli lasciò il mondo della tv per entrare finalmente in politica.
In un primo tempo si limitò a sostenere apertamente i socialisti, in particolare Ferenc Gyurcsány e Ágnes Horváth. Partecipò poi a numerose manifestazioni antifasciste. Nel 2014 si candidò per la prima volta alle elezioni municipali, nel partito di Gyurcsány, Coalizione Democratica. Nel 2015 divenne anche responsabile della comunicazione del partito.
Era ateo e propugnatore dello scetticismo scientifico. Parlava ungherese, inglese, tedesco, francese, spagnolo, portoghese e italiano.
È morto nella primavera del 2023.